# لعمق (رخية)
'

تعديل مصدري - تعديل

لعمق هي إحدى قرى عزلة رخية بمديرية رخية التابعة لمحافظة حضرموت، بلغ تعداد سكانها 152 نسمة حسب تعداد اليمن لعام 2004.